# Philodromus planus
Philodromus planus là một loài nhện trong họ Philodromidae.
Loài này thuộc chi Philodromus. Philodromus planus được Ludwig Carl Christian Koch miêu tả năm 1875.